# Az első tanító
Az első tanító Andrej Koncsalovszkij orosz-szovjet rendező első, 1965-ben készült fekete-fehér filmje.

## A film tartalma
A történet 1923-ban, közvetlenül az oroszországi polgárháború befejezése után játszódik Kirgiziában, ahol a szovjet hatalom épphogy megvetette a lábát. Egy tegnap még vöröskatona naív fiatalember, Gyujsen érkezik a faluba, hogy a betűvetést oktassa. Ennek támogatottsága az elmaradott vidéken a nullával egyenlő. A változást képviselő tanító konfrontálódik a hagyományt mereven tisztelő közösséggel. A világnézetek kibékíthetetlen ellentéte súlyos emberi összecsapáshoz vezet.

## Fogadtatása
A film ideológiai tisztasága mindmáig megőrizte drámai művészi erejét, korában jelentős sikert aratott, Koncsalovszkijt pedig nemzetközileg ismertté tette.
A húszas évek elején játszódó cselekmény távolról sem hősi eseményeket idéz fel, nem is célja az épp lejátszódó társadalmi fordulatok elemzése: csupán a rendkívül nehéz körülmények közt is lehetséges helytállás és az erkölcsi koherencia kérdését elemzi. A tanító erkölcsi különállása, az őt körülvevő ellenséges vagy gyanakvó közösség hagyományos zártsága, a harc sokszor kétértelmű pillanatai, kegyetlen és embertelen mozzanatai nem az elmondott szöveg vagy a látott kép tanulságai révén válnak befogadhatóvá, hanem az öntörvényű, zsúfolt és mozgalmas képvilág közvetítésében. Mihalkov-Koncsalovszkij … nem illusztrálja Ajtmatov művét, hanem újrafogalmazta Ajtmatov problémáját, s ezáltal … meg is haladta Ajtmatov teljesítményét.

## Főszereplők
A film címszerepét, Gyujsent, a tanítót a kirgiz születésű Bolot Bejsenalijev (1937–2002) alakította, aki később Kirgizisztánban a „Nemzet Színésze” cím birtokosa lett. A női főszerepet, Altinajt, a házasságra kényszerített gyermekleányt a forgatás idején 19 éves, kazah-lengyel származású Natalja Arinbaszarova (* 1946) balerina–színésznő kapta, aki 1965–1969 között Koncsalovszkij rendező (második) felesége volt.

## Díjak
- 1966: Velencei Filmfesztivál – ezüstérem, legjobb női főszereplő
- 1966: II. Római Filmszemle
- 1966: Kijev
- 1967: Hyères – különdíj